# Нейронауки
Нейронау́ки — междисциплинарная область знаний, занимающаяся изучением нейронных процессов. Традиционно изучением нервной системы занималась нейробиология, однако сейчас нейронауки включают в себя целый ряд областей, таких как когнитивная наука, химия, информатика, инженерия, лингвистика, медицина, физиология, физика, философия и психология. Развитие нейронаук повлекло за собой создание новых дисциплин, в частности, нейроэтики, нейрокоммуникаций, нейроархитектуры и нейромаркетинга.

## Основные направления
| Направление                  | Описание |
| ---------------------------- | --- |
| Нейробиология                | Наука, изучающая биологическую основу функционирования нервной системы. |
| Нейрофизиология              | Наука, раздел физиологии, изучающий функции нервной системы, наряду с нейроморфологическими дисциплинами. Нейрофизиология – теоретическая основа неврологии. |
| Вычислительная нейробиология | Наука, использующая вычислительные процессы для того, чтобы понять, как биологические системы продуцируют поведение. |
| Клиническая нейронаука       | Прикладные направления нейронаук, такие как неврология и психиатрия. |
| Когнитивная нейробиология    | Наука, изучающая связь активности головного мозга с познавательными процессами и поведением путём совмещения подходов нейробиологии и когнитивной науки. |
| Культурная нейронаука        | Область знаний, стремящаяся выявить те особенности мозговых механизмов, которые обеспечивают психическую деятельность представителей разных культур. |
| Нейровизуализация            | Набор различных методов, позволяющих визуализировать структуру, функции и биохимические характеристики мозга. |
| Нейроинженерия               | Научная дисциплина, входящая в состав биомедицинской инженерии, использующая различные инженерные методы для изучения, восстановления, замены или укрепления нервной системы. |
| Нейроинформатика             | Подраздел информатики, занимающийся обработкой данных о нервной системе, а также их анализом и моделированием. |
| Нейролингвистика             | Наука, занимающаяся изучением нейронной основы лингвистических процессов. |
| Нейропсихология              | Наука, целью которой является изучение мозговой организации высших психических функций. |
| Нейроэвристика               | Новый подход к нейронаукам, рассматривающий мозговые процессы с точки зрения взаимодействия генетических факторов и окружающей среды путём объединения редукционистских и целостных подходов. Лежит на пересечении нейробиологии и эвристики. |
| Нейроэтология                | Подраздел нейронаук, изучающий то, как центральная нервная система переводит реакцию на биологически значимые раздражители в естественное поведение. |
| Психофизиология              | Наука, изучающая нейрофизиологические механизмы психических процессов, состояний и поведения. |
| Социальная нейронаука        | Область знаний, изучающая нейронные процессы, которые лежат в основе социального поведения человека. |
| Нейроархитектура             | Мультидисциплинарный подход, опирающийся на знания нейропсихологии, нейромаркетинга, архитектуры и дизайна |
| Нейроэтика                   | Этика нейробиологии и нейронауки, междисциплинарная область исследований, изучающая влияние современной нейронауки на самосознание человека, развитие биомедицины, политико-правовой и моральной сфер жизнедеятельности человека |
| Нейроэкономика               | Наука о процессах принятия решений в мозге |
| Нейротеология                | Наука на стыке нейрофизиологии и нейропсихологии, занимающаяся исследованиями религиозного опыта |
| Нейростратегия               | Инновационный подход, объединяющий стратегическое планирование, нейронауки, BigData и генеративный ИИ. Цель - создание устойчивого конкурентного преимущества путем анализа поведения покупателей, формирования глубоко воздействующих коммуникационных стратегий, генерации нового контента через признание ценности человеческого опыта, усиленного алгоритмами ИИ. |